# Klemen Droste zu Vischering
Clemens Vischering - celotno ime Clemens August Freiherr Droste zu Vischering, skrajšano Clemens August zu Droste-Vischering oziroma Clemens August Droste zu Vischering (slovensko: Klemen Droste pri Vischeringu * 21. januar 1773 Erbdrostenhof pri Münsteru in naslednjega dne krščen v cerkvi St. Servatii ; † 19. oktober 1845 Münster ), je bil od 1835 do 1845 kot Clemens August II. Droste zu Vischering nadškof Kölna.

## Življenjepis

### Mladost in izobrazba
Klemen Avgust, kölnski nadškof, se je rodil 21. januarja 1773 v Münstru v  Svetorimskem cesarstvu (v današnji Nemčiji; umrl pa je 19. oktobra 1845 v istem mestu. Poleg obiskovanja univerze v Münstru je imel za zasebnega učitelja znanega cerkvenega zgodovinarja Theodora Katerkampa, ki je umrl 1834. 
Že v mladosti je bil uveden v krog učenih mož, ki so se zbirali okoli barona von Fürstenberga in pobožne in prefinjene princese Amelije von Gallitzin, kjer je vsrkal katoliška načela, ki so ga zaznamovala za celo življenje in mu bila za vodilo tudi, ko je postal kölnski nadškof. Po končanem študiju je junija 1796 začel obsežno izobraževalno potovanje pod vodstvom Katerkampa po Nemčiji, Švici in Italiji ter se avgusta 1797 vrnil v Münster. 

### Cerkveno napredovanje
Naslednje leto ga je 14. maja 1798 posvetil za duhovnika njegov brat Gašper Maksimilijan (Caspar Maximilian Droste zu Vischering), takratni pomožni škof v Münstru, čeprav je bil takrat glavni škof avstrijski nadvojvoda Maksimilijan Franc II.. On je bil namreč že od 1780 veliki mojster nemškega viteškega reda in med leti 1784 in 1801 volilni knez in nadškof volilnega okrožja in nadškofije Köln, obenem pa tudi knezoškof škofije Münster.
V skladu z željo ostarelega barona von Fürstenberga, generalnega vikarja in upravitelja škofije Münster, je stolni kapitelj 18. januarja 1807 izvolil Klemna Avgusta za svojega pomožnega škofa s pravico nasledstva in ko je Fürstenberg šest mesecev pozneje odstopil, je postal Klemen njegov naslednik. 
Kot upravitelj je leta 1808 ustanovil škofijskopravno družbo sester usmiljenk, tako imenovane Klemens-Schwestern (Klemenove nune), ki je leta 1904 štela že 81 hiš in 1126 članic. Ko je leta 1813 Münster padel pod Napoleonovo oblast, je svojeglavi cesar brez papeževe vednosti imenoval za münsterskega škofa barona von Spiegla. Po Napoleonovem padcu je papež marca 1815 vrnil Klemena na njegovo nekdanje službeno mesto. 
Če je imel težave že pod Francozi, niso prenehale niti pod Prusi, s katerimi je škofijski upravitelj večkrat prišel v spor. Šlo je zlasti za vprašanje mešanih zakonov in cerkvenega nadzora nad bogoslovnim študijem. Napetosti so šle tako daleč, da ga je pruska oblast celo zaprla 20. novembra 1837, in sicer zvečer ter v največji tajnosti. 
Ko je končno kralj popustil in omogočil svobodno celovanje Katoliške Cerkve, so po dogovoru med Svetim sedežem in Prusijo katoliške škofije ponovno dobile redne škofe, se je Klemen, za protestantom naklonjeno prusko vlado persona non grata umaknil iz javnega življenja in se posvetil pobožnim in dobrodelnim delom. Ostal je v osami tudi potem, ko je bil leta 1827 postavljen za pomožnega škofa v Münstru z naslovnim sedežem v Calami. 

### Ocena
Najbolj znan je po tem, da se je uprl pruskim državnim oblastem, ki so glede mešanih zakonov izdale drugačna navodila kot papež. Zaradi tega so ga zaprli, a pozneje zaradi slabega zdravja izpustili. Ob tej priložnosti je Gregor XVI. odločno in slovesno oporekal pri pruski vladi. Njegovo odločno stališče, njegova globokoverna pobožnost in potrpežljivo prenašanje zapora, kakor tudi poznejšega pripora, mu je prineslo veliko priljubljenost in spoštovanje ne le med katoliškimi verniki in duhovniki, ampak tudi pri protestantih. 
To je spodbudilo odpor katoličanov proti protestantovski oblasti in jih povedlo v dolgotrajen boj za svobodo veroizpovedi. Odtlej so se začeli javno in brez strahu zbirati v različnih katoliških društvih. Katoliške organizacije, ki so nosile povsem verska imena, so okrepila delovanje katoličanov, ki so po ustanovitvi svoje stranke centra končno dosegli svoje pravice in enakopravnost s protestanti.